# 小行星7855
小行星7855（英語：7855 Tagore）是一颗围绕太阳公转的小行星。1977年10月16日，C. J. 万·豪敦、I. 万·豪敦-格勒内费尔德、T. 赫雷爾斯在帕洛马山发现了此天体。
这颗小行星的绝对星等为355.27983等。